# Рипај Маданај
Рипај Маданај (алб. Rrypaj Madanaj) насељено је место у општини Ђаковица, на Косову и Метохији. Према попису становништва из 2011. у насељу је живело 403 становника.

## Становништво
Према попису из 2011. године, Рипај Маданај има следећи етнички састав становништва:
| Националност | 2011.        |
| Албанци      | 401 (99,50%) |
| недоступно   | 2 (0,50%)    |
| Укупно       | 403          |

| Демографија | Демографија | Демографија |
| Година      | Становника  | Становника  |
| ----------- | ----------- | ----------- |
| 1948.       | 131         |             |
| 1953.       | 120         |             |
| 1961.       | 126         |             |
| 1971.       | 208         |             |
| 1981.       | 321         |             |
| 1991.       | 304         |             |
| 2011.       | 403         |             |